# Somogyi János
Somogyi János (Marcali, 1922. január 21. – Modesto, Kalifornia, 1998. január 31.) magyar gyalogló, olimpikon.

## Életpályája
Futóként kezdett atletizálni az 1930-as évek végén. Kereskedő segédként dolgozott, ezért rendszeres edzésre nem volt lehetősége. 1942-ben behívták katonának. A fronton légnyomás érte. 1944-ben a postai alkalmazottként a Postás SE színeiben futott. 1945-ben komolyabb felkészülés nélkül indult a maratoni magyar bajnokságon, ahol hetedik lett. 1946-ban 25. lett a maratoni ob-n. Gyalogló csapattársai -akikhez néha beszállt edzeni- rábeszélték, hogy induljon el a gyalogló ob-n, ahol egyéniben negyedik, csapatban első volt. 1947-ben maratonon valamint 10 és 50 kilométeres gyaloglásban is indult az ob-n, de feladta mind a három versenyt. 1947 végén az Egyetértésbe igazolt. 1951-ben a Bp. Bástya versenyzője lett. 1954-ben magyar bajnok lett 50 km-en. Az 1954-es Európa-bajnokságon ötödik volt 50 kilométeren. Az 1956. évi melbourne-i nyári olimpiai játékokon az 50 km-es gyaloglásban versenyzett. Feladta a versenyt.
Az olimpiáról 48 magyar versenyző illetve edző nem tért vissza Magyarországra. Az egyikük Somogyi János volt.